# Dorfkirche Meyhen

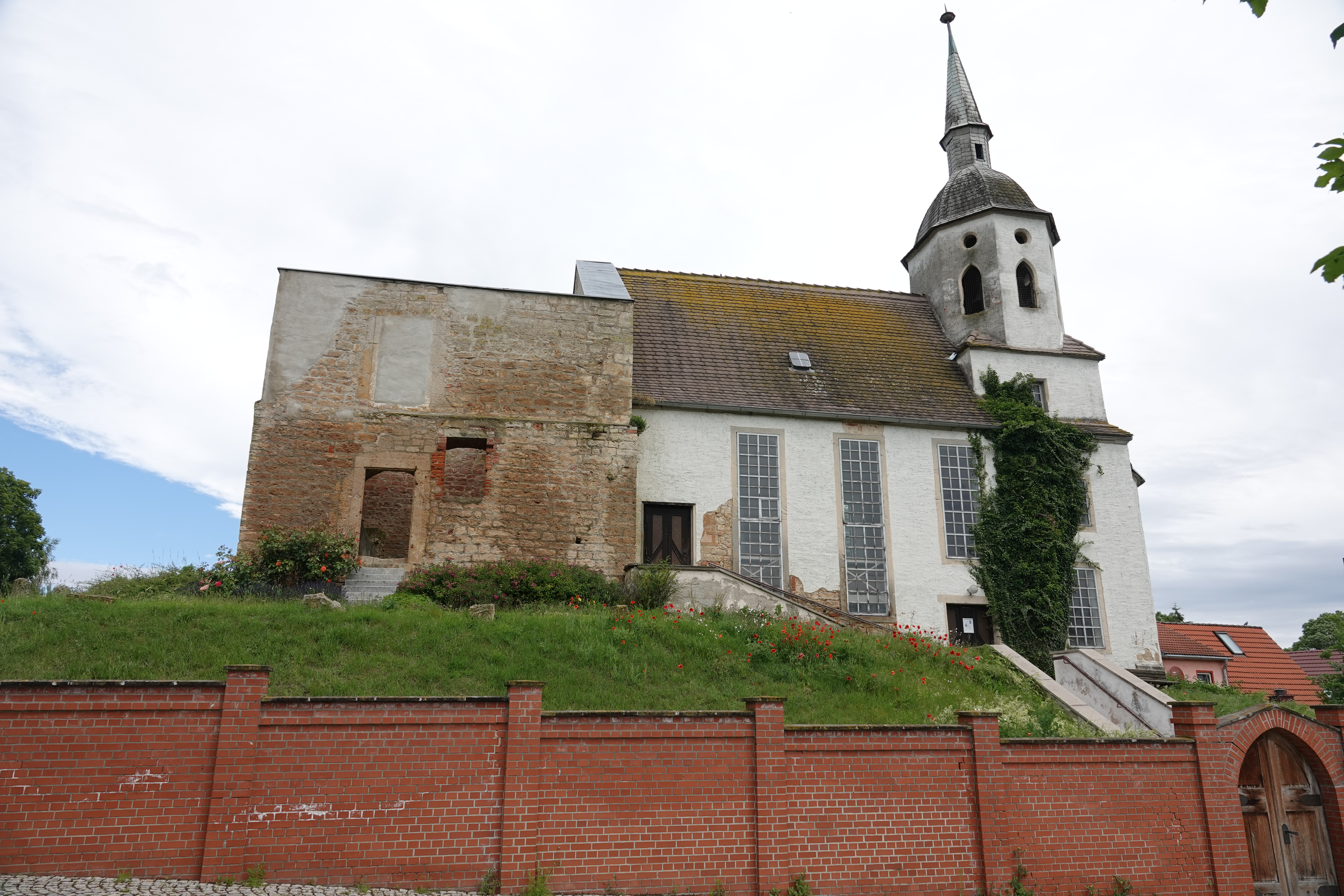
Dorfkirche Meyhen

Die evangelische Dorfkirche Meyhen befindet sich in Meyhen, einem Ortsteil der Stadt Naumburg (Saale) im Burgenlandkreis in Sachsen-Anhalt. Sie steht unter Denkmalschutz und ist mit der Erfassungsnummer 094 83787 im Denkmalverzeichnis des Landes registriert.

## Beschreibung

### Gebäude
Die romanische Chorturmkirche wurde im Jahr 1580 erneuert. Darauf deutet eine Inschrift hin. Weitere Instandsetzungsarbeiten erfolgten im 17. Jahrhundert sowie zuletzt im Jahr 1974. Dabei gingen wesentliche Teile der Ausstattung verloren. Über dem quadratischen Turmunterbau befindet sich ein achteckiger Aufsatz mit einer barocken Schweifhaube. In dessen Feldern befindet sich je ein Spitzbogenfenster unter einem Oculus.

### Innenraum und Ausstattung
Das flachgedeckte Schiff der Kirche wird durch einen halbkreisförmigen Chorbogen auf Vorlagen vom Chor geschieden. Im Schiff befindet sich eine Hufeisenempore und ein barockes Altarkreuz. Der Kanzelaltar mit seitlichen Durchgängen wurde vermutlich nach einem Brand im Jahr 1677 oder später errichtet. Die Geissler-Orgel aus dem Jahr 1877 mit einem neuromanischen Prospekt stammt aus der ehemaligen Kirche in Steingrimma und befindet sich seit ca. 1980 in Meyhen. Ein Gemälde mit der Darstellung der Beweinung Christi stammt aus dem 19. Jahrhundert.

## Sonstiges
Die Bronzeglocke der Kirche wurde im Jahr 1731 gegossen. An die Westwand des Gebäudes grenzen die Reste eines romanischen Wohnturmes.